# Dekanat dokszycki
Dekanat dokszycki – jeden z 11 dekanatów diecezji witebskiej na Białorusi. W jego skład wchodzi 10 parafii.

## Lista parafii
| Lp | Miejscowość / parafia                                       | Proboszcz / administrator               | Kościół                                                       | Zdjęcie |
| -- | ----------------------------------------------------------- | --------------------------------------- | ------------------------------------------------------------- | ------- |
| 1  | Biegoml Parafia Chrystusa Króla Wszechświata                | o. Tadeusz Kowalski OFMСар              | Kościół Chrystusa Króla Wszechświata w Biegomli               |         |
| 2  | Berezówka Parafia Matki Bożej Miłosierdzia (Ostrobramskiej) | o. Marek Pasiut OFMСар                  | Kościół Matki Bożej Miłosierdzia w Berezówce                  |         |
| 3  | Borsuki Parafia Świętej Rodziny i św. Jana Marii Vianneya   | ks. Jerzy Borowniow                     | Kościół Świętej Rodziny i św. Jana Marii Vianneya w Borsukach |         |
| 4  | Dokszyce Parafia Trójcy Przenajświętszej                    | o. Andrzej Buksztan OFMCap              | Kościół Trójcy Przenajświętszej w Dokszycach                  |         |
| 5  | Gnieździłowo Parafia Jezusa Miłosiernego                    | o. Andrzej Buksztan OFMCap              | Kościół Jezusa Miłosiernego w Gnieździłowie                   |         |
|    | Kijakowo                                                    | ks. Roman Murzicz                       | Kaplica Podwyższenia Świętego Krzyża w Kijakowie              |         |
| 6  | Królewszczyzna Parafia Najświętszego Serca Jezusowego       | ks. Jerzy Borowniow                     | Kościół Najświętszego Serca Jezusowego w Królewszczyźnie      |         |
| 7  | Parafianowo Parafia Najświętszego Imienia Maryi             | ks. Roman Murzicz (administrator)       | Kościół Najświętszego Imienia Maryi w Parafianowie            |         |
| 8  | Porpliszcze Parafia Królowej Korony Polskiej                | ks. Jerzy Borowniow                     | Kościół Królowej Korony Polskiej w Porpliszczach              |         |
| 9  | Urożajne Parafia św. Eliasza                                | Parafią opiekują się Kapucyni z Dokszyc | Kościół św. Eliasza w Urożajnych                              |         |
|    | Sitce Wielkie                                               |                                         | Dom Miłosierdzia                                              |         |
| 10 | Wołkołata Parafia św. Jana Chrzciciela                      | ks. Oleg Piwowar                        | Kościół św. Jana Chrzciciela w Wołkołacie                     |         |
|    | Horodyszcze                                                 |                                         | Kaplica św. Antoniego Padewskiego w Horodyszczach             |         |
|    | Janczuki                                                    |                                         | Kaplica Matki Bożej Ostrobramskiej w Janczukach               |         |